# Rucio

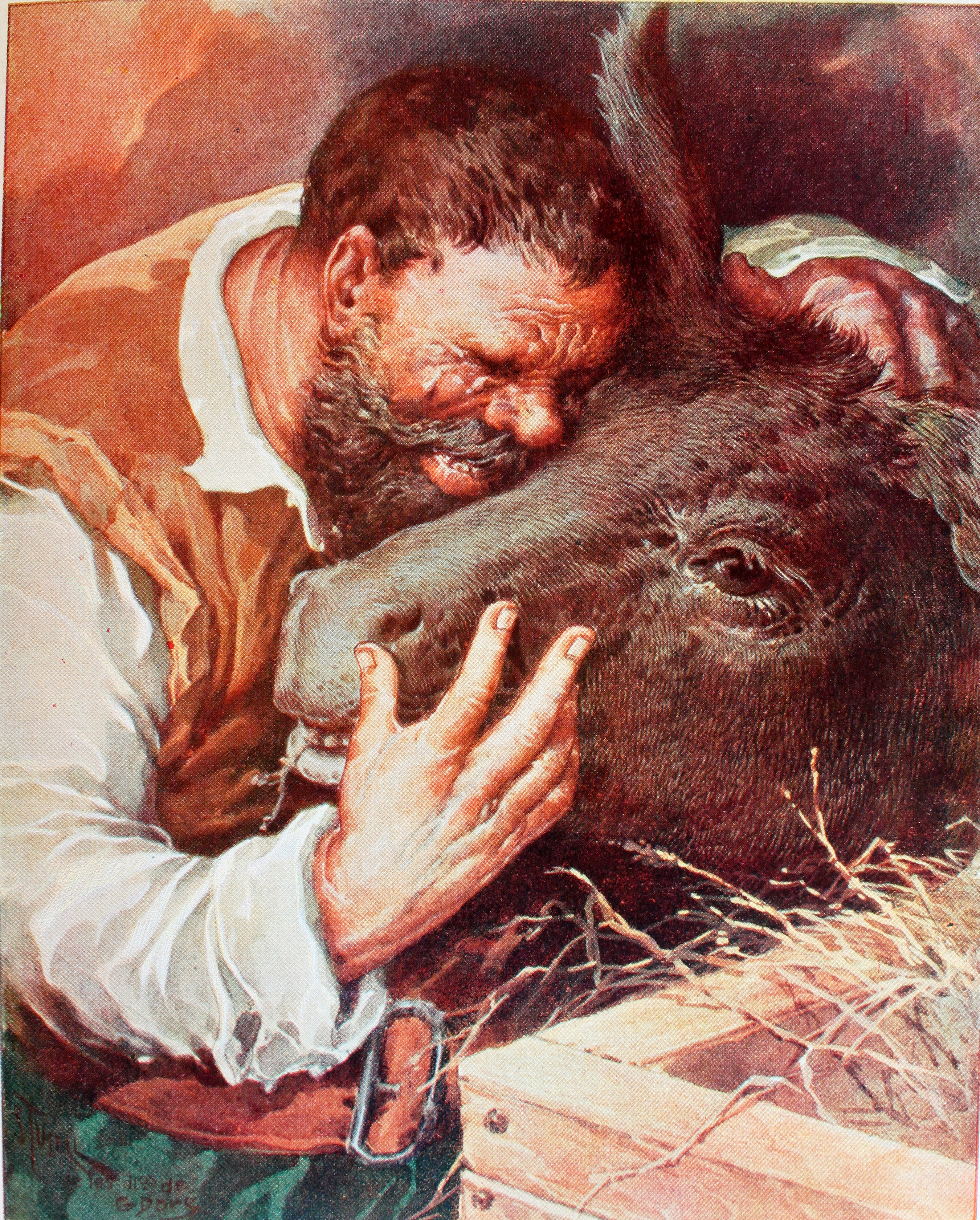
Sancho Panza abrazando al rucio en el capítulo 53 de la segunda parte de la novela, ilustración de una edición de 1894.

Rucio es el color del asno de Sancho Panza, personaje de la novela Don Quijote de La Mancha de Miguel de Cervantes. Sancho Panza nunca lo nombra y solamente hace referencia a su burro, por el color de su pelo, como «el rucio».
Uno de los sucesos en los que está envuelto el rucio es su desaparición en la primera parte de la novela, al ser robado, reapareciendo veinte capítulos después.
Muchas personas se refieren a ese término como cosas sin color o cosas sucias. El término se refiere a una característica del pelaje de los animales, en concreto de color pardo claro, blanquecino o canoso.